# Dean Todorov
Pour les articles homonymes, voir Todorov (homonymie).
Dean Todorov (né le 29 janvier 1983) est un skieur alpin bulgare.
Il a participé aux Jeux olympiques d'hiver de 2006.